# Dénat
Dénat (okzitanisch Denat) ist eine französische Gemeinde mit 845 Einwohnern (Stand 1. Januar 2022) im Département Tarn in der Region Okzitanien (vor 2016 Midi-Pyrénées). Dénat gehört zum Arrondissement Albi und ist Teil des Kantons Saint-Juéry (bis 2015 Réalmont).

## Geographie
Dénat liegt etwa zehn Kilometer südsüdöstlich von Albi am Dadou. Umgeben wird Dénat von den Nachbargemeinden Labastide-Dénat im Norden, Fréjairolles im Nordosten, Fauch im Osten, Ronel im Süden, Lombers im Westen und Südwesten sowie Lamillarié im Westen und Nordwesten.

## Bevölkerungsentwicklung
| Jahr                      | 1962 | 1968 | 1975 | 1982 | 1990 | 1999 | 2006 | 2013 |
| Einwohner                 | 453  | 453  | 438  | 477  | 572  | 550  | 706  | 745  |
| Quelle: Cassini und INSEE |      |      |      |      |      |      |      |      |

## Sehenswürdigkeiten
- Kirche Notre-Dame aus dem 12. Jahrhundert, Monument historique